# Første observation af gravitationsbølger
Artiklen omhandler bekendtgørelsen den 11. februar 2016 af verdens første "direkte" gravitationsbølgeobservation på jorden den 14. september 2015 af en begivenhed som skete for ca. 1,3 milliarder år siden og 1,3 milliarder lysår fra jorden.
Den første observation af gravitationsbølger blev gjort den 14. september 2015. Signalet er blevet navngivet GW150914. Den detekterede bølgeform matcher den generelle relativitetsteoris forudsigelser for et binært system af sorte huller, der spirallerer mod hinanden og efterfølgende kolliderer og smelter sammen. Observationerne viste således eksistensen af sådanne par af sorte huller, der kredser om hinanden, samt deres kollision. Gravitationsbølger viser sig som små forstyrrelser af rumtiden, og blev målt inden for et kort tidsinterval af to forskellige detektorer placeret med 3000 kilometers afstand, begge i USA.

## Gravitationsbølger
Gravitationsbølger blev oprindeligt forudsagt i 1916 af Albert Einstein på grundlag af hans teori om den generelle relativitetsteori. Et indirekte bevis på gravitationsbølger blev observeret i 1974 via bevægelsen af det dobbelte neutronstjerne-system PSR B1913+16, hvilket ledte til at Russell Alan Hulse og Joseph Hooton Taylor Jr. modtog Nobelprisen i fysik i 1993.

## Detektering af hændelse
Hændelsen blev detekteret af LIGO-detektorer i de amerikanske delstater Washington og Louisiana. Efterfølgende analyse af signalet indikerer, at det blev produceret ved kollisionen og sammensmeltningen af to sorte huller. Hændelsen producerede det gravitationelle bølgesignal GW150914, som blev observeret klokken 09:50:45 UTC den 14. september 2015 af de to detektorer i LIGO-samarbejdet ved Hanford (Washington) og Livingston (Louisiana), der ligger omkring 3000 kilometer fra hinanden. De to øvrige detektorer af gravitationsbølger, Virgo-detektoren i Italien og GEO600 i Tyskland, var på det givne tidspunkt henholdsvis slukket grundet opgradering og ikke følsom nok til at detektere signalet. I løbet af 0,2 sekunder steg signalet i frekvens og amplitude med omkring 8 svingninger fra 35 til 150 Hz, hvor amplituden toppede. Detektionen blev rapporteret mindre end tre minutter efter dataene var blevet opfanget. Den blev først bemærket af en forsker ved Albert Einstein Institute i Hannover, Tyskland, der fulgte LIGO-observationerne på afstand. Statistisk signalanalyse og 16 dages data før og efter signalhændelsen fra 12. september til 20. oktober identificerede GW150914 som en rigtig hændelse (ikke støj eller lignende) med en signifikans på over 5,1 sigma, det vil sige med en høj grad af sandsynlighed.

## Hændelsesvirkninger
Analyse af signalet indikerer, at det blev produceret af fusionen af to sorte huller med masser på 36+5−4 solmasser og 29±4 solmasser. Massen af det resulterende sorte hul er beregnet til 62±4 solmasser. De manglende 3.0±0.5 solmassers energi blev strålet væk i form af gravitationsbølger i overensstemmelse med masse-energi-ækvivalensprincippet. Hændelsen skete i en afstand af 410+160−180 megaparsec, eller 1.3±0.6 milliarder lysår. Den maksimale spidseffekt af gravitationsbølgen ved kilden var omkring 3,6×1049 watt og dermed over ti gange mere end den sammenlagte lyseffekt af alle stjerner i det observerbare univers. I løbet af tidsrummet for det detekterede signal steg de sorte hullers relative hastighed fra 30% til 60% af lysets hastighed. Da de begyndte at smelte sammen, kredsede de om hinanden i en afstand af omkring 350 km. Bølgeformens afklingning efter den toppede er konsistent med de dæmpede svingninger, som man kunne forvente af et netop sammensmeltet sort hul.

## LIGO-detektorer
LIGO opererer synkroniseret to gravitationsbølge-observatorier: LIGO Livingston Observatory (30°33′46.42″N 90°46′27.27″V / 30.5628944°N 90.7742417°V) i Livingston, Louisiana - og LIGO Hanford Observatory på DOE Hanford Site (46°27′18.52″N 119°24′27.56″V / 46.4551444°N 119.4076556°V), placeret nær Richland, Washington. Disse steder ligger 3.002 km fra hinanden. Den første drift af LIGO var i gang mellem 2002 og 2010 og detekterede ingen gravitationsbølger. Dette blev fulgt af flere års nedlukning, mens detektorerne blev udskiftet med den forbedrede detektorversion "Advanced LIGO".  I februar 2015 begyndte man at teste de to avancerede detektorer. Det var i denne periode gravitationsbølgen blev detekteret, mens den formelle drift først startede 18. september 2015.

## Bekendtgørelse
Bekendtgørelsen af detektionen blev gjort 11. februar 2016. Der var mange rygter om en mulig detektion før bekendtgørelsen, rygterne startede efter tweet af Lawrence Krauss den 25. september 2015.